# ذا كاونتر
ذا كاونتر (بالإنجليزية: The Counter)‏ هي سلسلة مطاعم وجبات سريعة. تأسست في عام 2003، في كولفر سيتي، كاليفورنيا، الولايات المتحدة. وتقدم البرغر المجهز حسب ذوق وطلب الزبون على طريقة «جهز برغر بنفسك» مع توفر أكثر من 312120 من الأضافات التركيبية الممكنة. ويملك فروع في كل من الولايات المتحدة وأستراليا وايرلندا والسعودية، والإمارات.

## التاريخ
تأسست ذا كاونتر في سانتا مونيكا، كاليفورنيا، الولايات المتحدة الأمريكية في عام 2003 من قبل جيف واينشتاين.

## وصلات خارجية
- الموقع الإلكتروني